# فيصل بالزين
فيصل بالزين (12 يناير 1964 _) ممثل مسرحي تونسي من بين الممثلين الأكثر شعبية في تونس وله بعض التجارب الغنائية. أدى دور أحد الأبطال في السلسلة التلفزيونية الرمضانية درامية ناجحة بعنوان الخطاب على الباب في جزئين سنتي 1996 و1997 مع نخبة من الممثلين التونسيين الكبار كرؤوف بن عمر والفنانة القديرة منى نور الدين وذلك عبر تقمصه الدور الشهير سطيش الذي طبع بطوله وسذاجته ومواقفه الطريفة أحيانا والمؤثرة غالبا صورة في عقول الجمهور التونسي التي لم تمح رغم مرور السنين لما أبدعه فيصل بالزين في تقديم هذه الشخصية التي كانت سببا من أسباب نجاحه وشهرته.

## التلفزيون
- 1996-1997: الخطاب على الباب لصلاح الدين الصيد وعلي اللواتي والمنصف البلدي: قمر الزمان الميساوي شهر قمير (سطيش)
- 2001: منامة عروسية: عزيز الشارد
- 2003: عند عزيز: معز
- 2004: لوتيل: أصيل
- 2005-2009: شوفلي حل (سلسلة): فوشيكا - فريد
- 2014: يقوي سعدك لأمير الماجولي وأسامة عبد القادر : زربوط
- 2005: قهوة جلول للطفي بن ساسي وعماد بن حميدة ومحمد دمق : عز الدين شهر عزة
- 2017: بوليس حالة عادية
- 2019: زنقة الباشا لنجيب مناصرية: فتيلة
- 2022 : «كان يا ما كانش» (الموسم 2) لعبد الحميد بوشناق

## افلام
- كبش العيد لمحمد رشاد بلغيث
- 2009 : شوفلي حل لعبد القادر الجربي: فوشيكا - فريد

## المسرح
- 1994: حلواني باب سويقة لبشير الدريسي وحمادي عرافة
- قرطاج وبعد
- الماريشال عمار
- البهلوان وجبة الأميرة
- رحلة غناي
- واصل
- ثورة الطبيعة

## الجوائز
حاز فيصل بالزين على جائزة احسن ممثل في اسبوع المسرح التونسي سنة 1984.
كما كرم في مهرجان أيام الشارقة بالمغرب على مسرحيته رحلة غناي سنة 2012.